# トワイライトシンドローム デッドクルーズ
『トワイライトシンドローム デッドクルーズ』は、2008年8月2日公開の日本映画。

## 概要
次作トワイライトシンドローム デッドゴーランドと共に、ニンテンドーDSのホラーゲーム「トワイライトシンドローム 禁じられた都市伝説」の発売に合わせて同時公開された。
また、作中で五郎を演じる羞恥心のメンバー・野久保直樹にとっては映画初主演作品である。

## あらすじ
高校時代の同級生男女合わせて6人が船旅（クルーズ）に出発するが、たまたま6人のうちの1人が始めたホラーゲームソフトが現実世界に影響を及ぼしていく。

## キャスト
- 春香（演・関めぐみ）
- 五郎（演・野久保直樹）
- 絵里（演・寺島咲）
- 優子（演・仲村瑠璃亜）
- 一平（演・村井良大）
- 美智（演・福下恵美）
- 謎の女の子（演・向井地美音）

## スタッフ
- 脚本・監督：古澤健
- 撮影：早坂伸
- 音楽：宇波拓
- 主題歌：LOVEFIXER「夜光」
- 製作：トワイライトシンドローム製作委員会
- 制作プロダクション：キックファクトリー
- 配給：ジョリー・ロジャー

## DVD
2008年12月26日に発売。
- トワイライト・シンドローム デッドクルーズ デラックス版
- トワイライト・シンドローム デッドボックス (初回限定生産)